# حفل توزيع جوائز الغولدن غلوب الرابع والستون
حفل توزيع جوائز الغولدن غلوب الرابع والستون (بالإنجليزية: 64th Golden Globe Awards).

## الفائزون والمرشحون

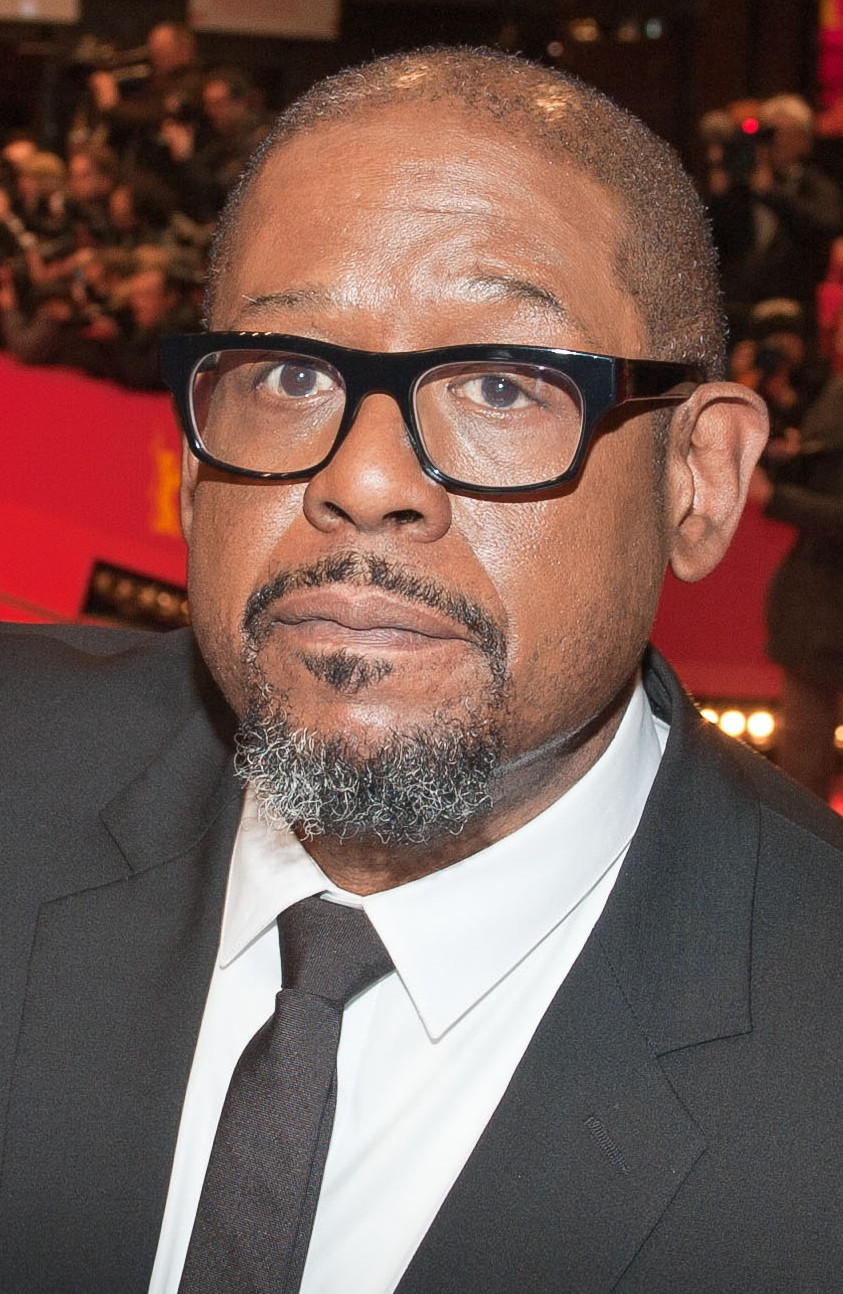
فورست ويتكر، الفائز بجائزة أفضل ممثل - فيلم دراما

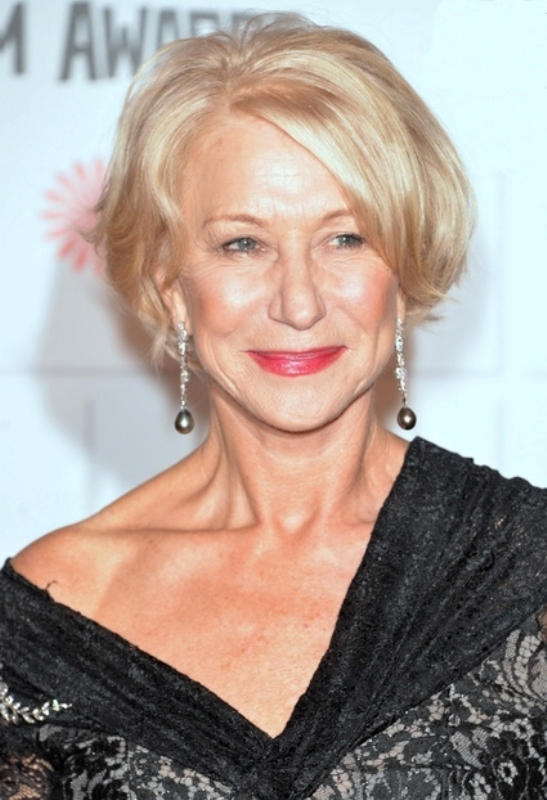
هيلين ميرين، الفائزة بجائزة أفضل ممثلة - فيلم دراما وجائزة أفضل ممثلة - مسلسل قصير أو فيلم تلفزيوني

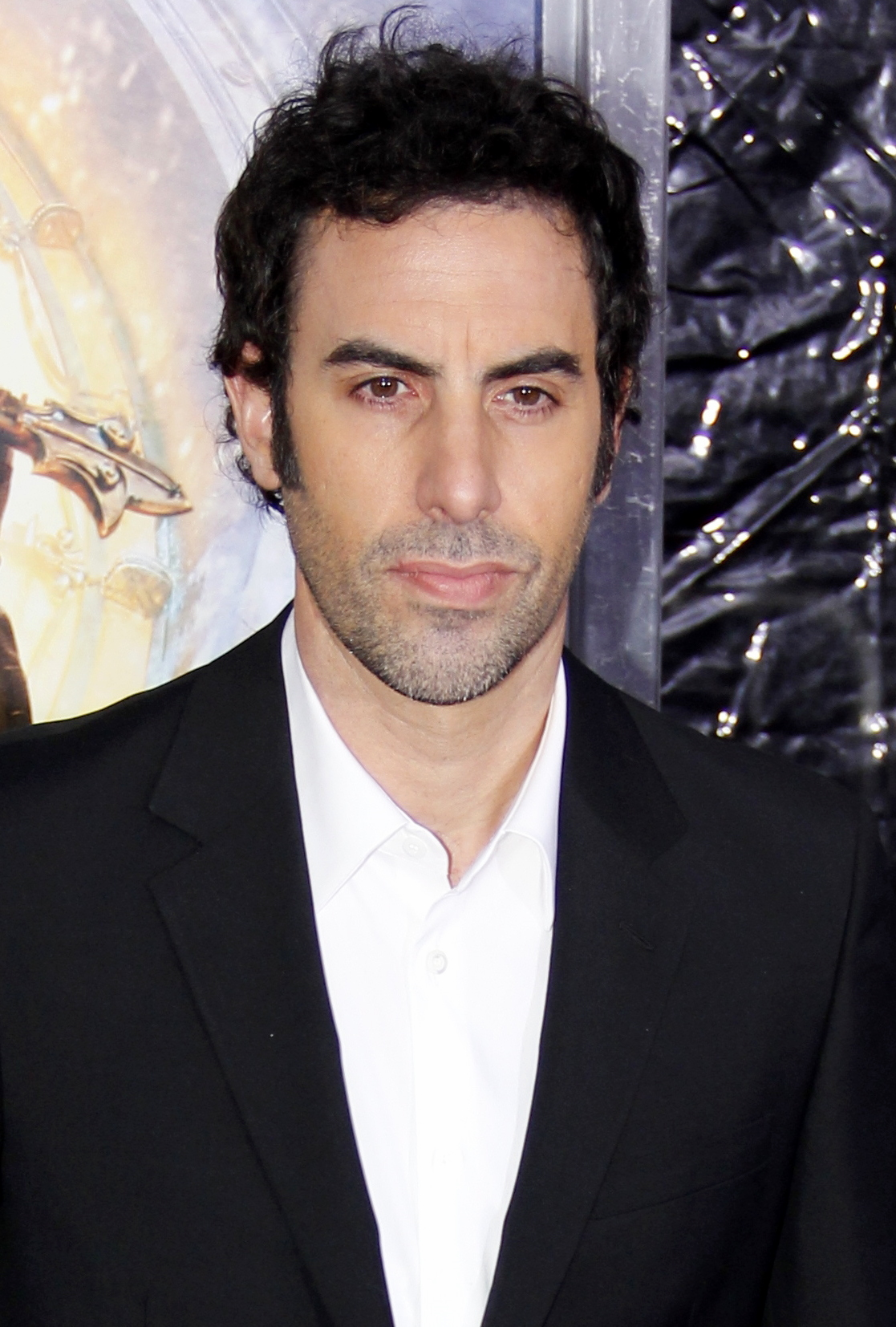
ساشا بارون كوهين، الفائز بجائزة أفضل ممثل - فيلم موسيقي أو كوميدي

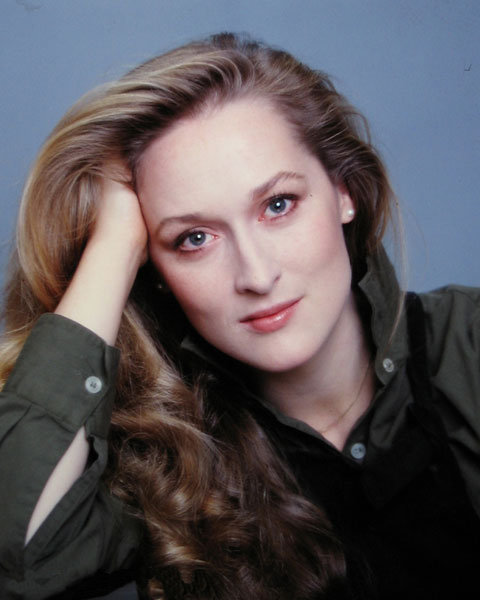
ميريل ستريب، الفائزة بجائزة أفضل ممثلة - فيلم موسيقي أو كوميدي

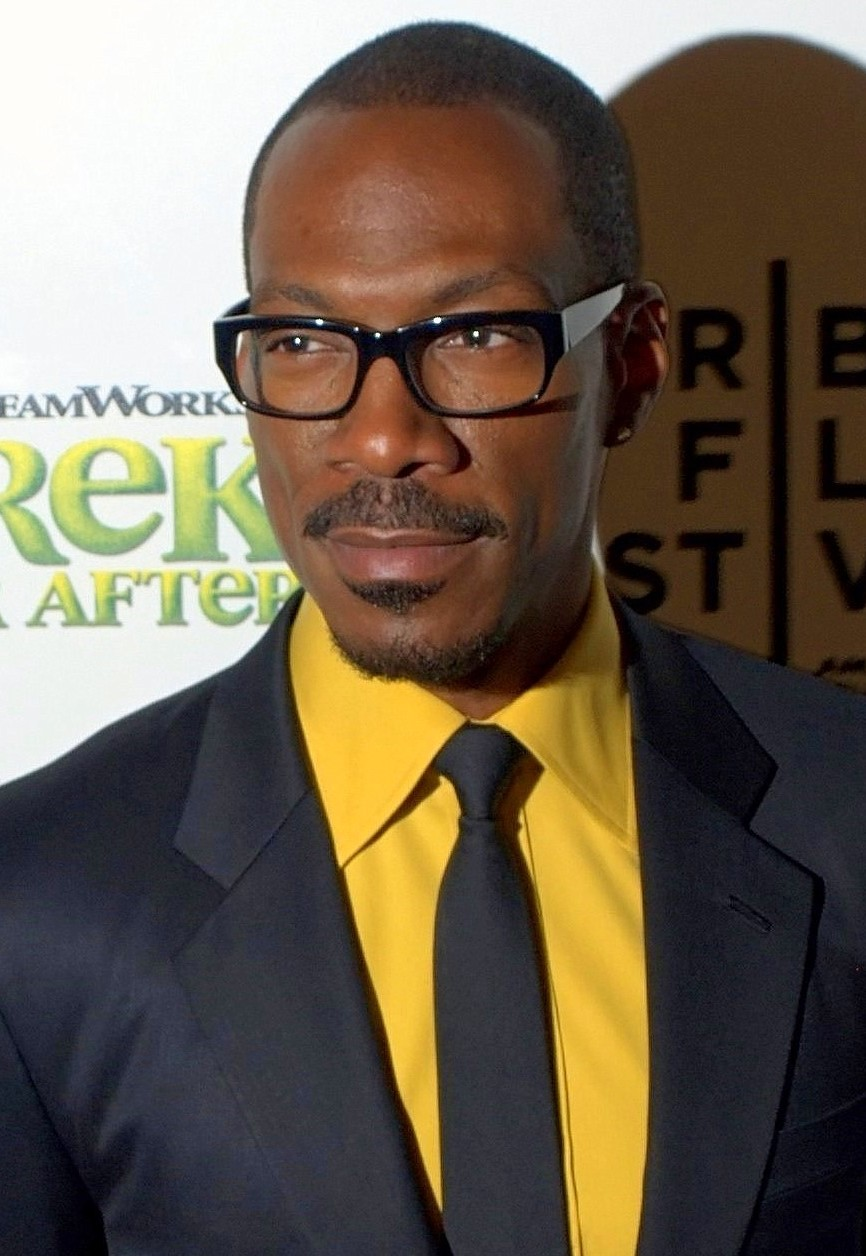
إيدي ميرفي، الفائز بجائزة أفضل ممثل مساعد

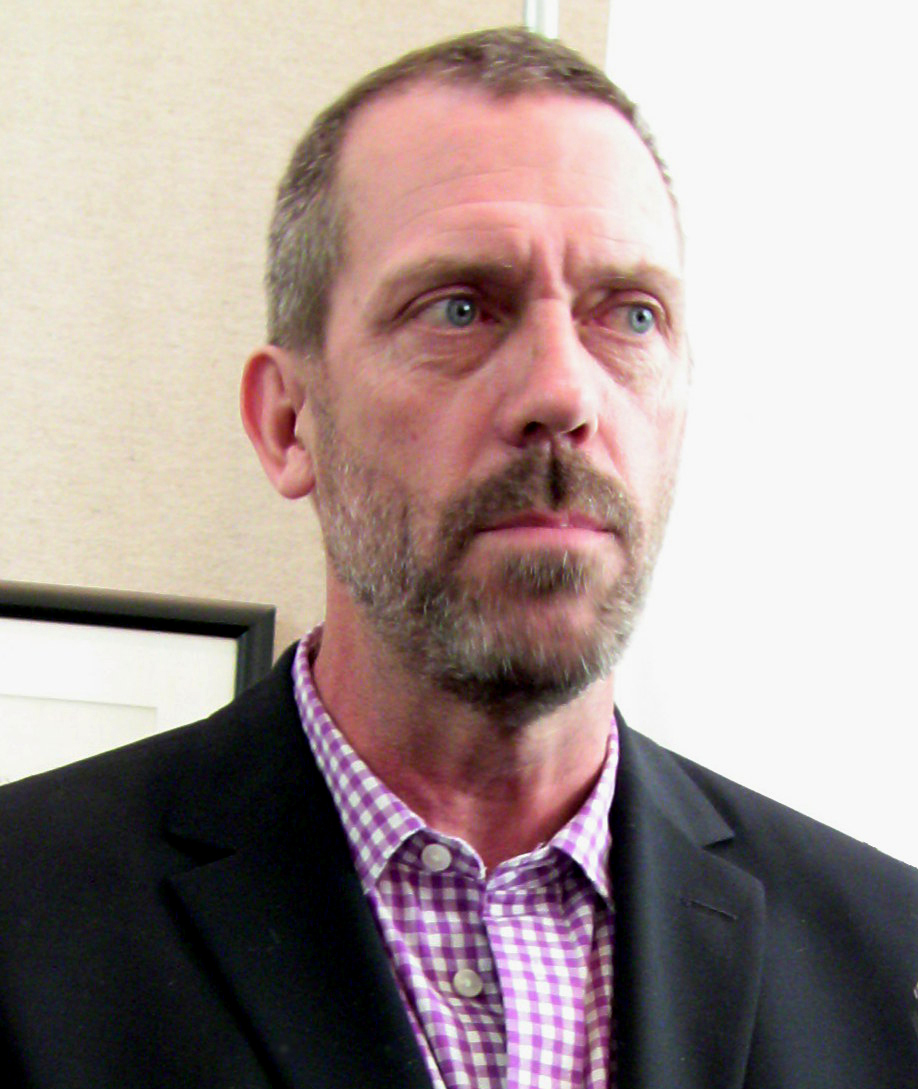
هيو لوري, Best Actor in a Television Series – Drama winner

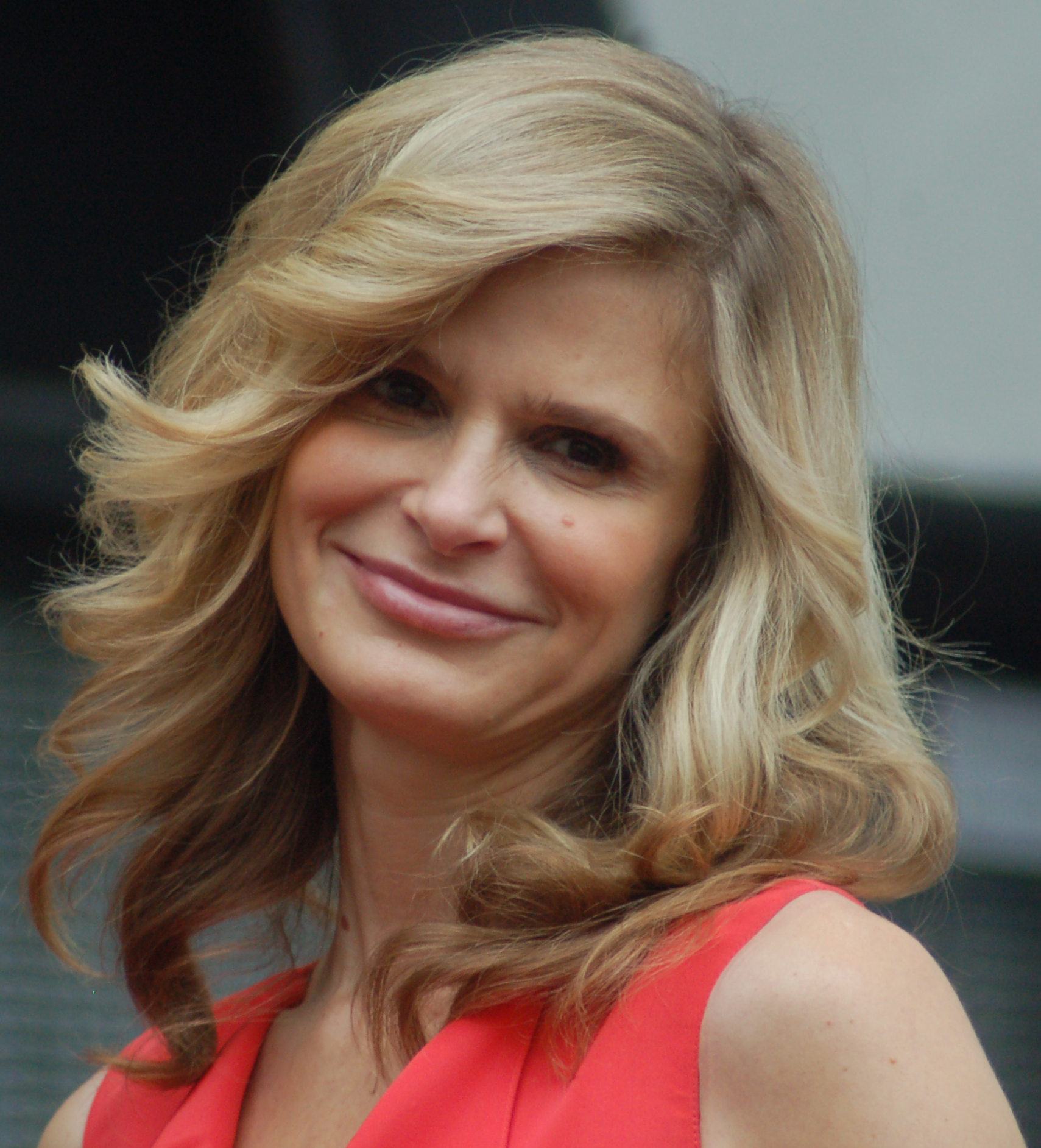
كيرا سيدقويك, Best Actress in a Television Series – Drama winner

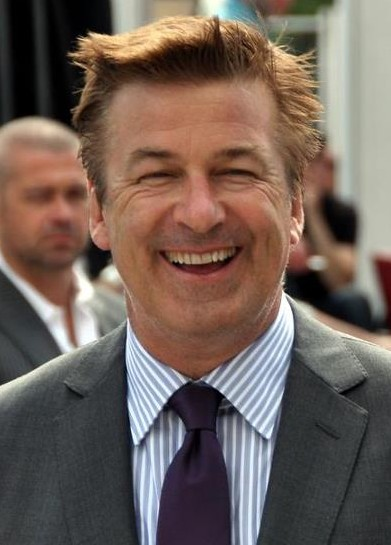
أليك بالدوين, Best Actor in a Television Series – Comedy or Musical winner

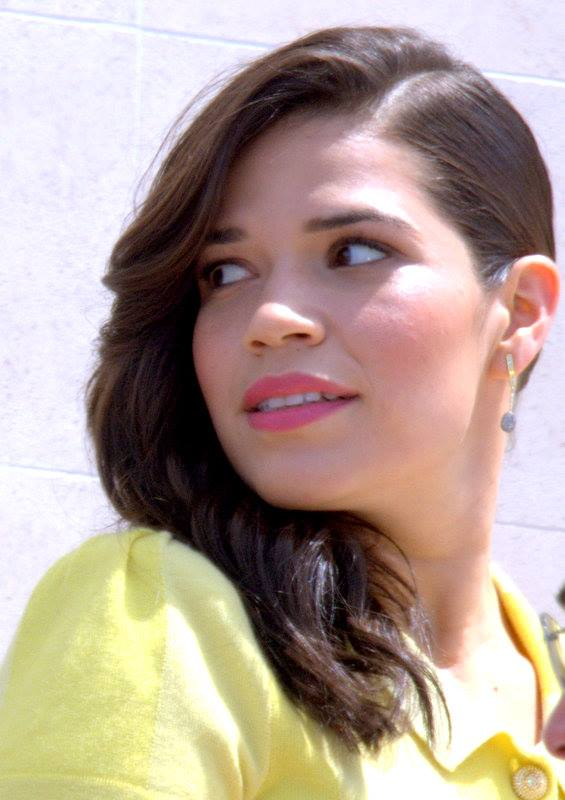
أمريكا فيرارا, Best Actress in a Television Series – Comedy or Musical winner

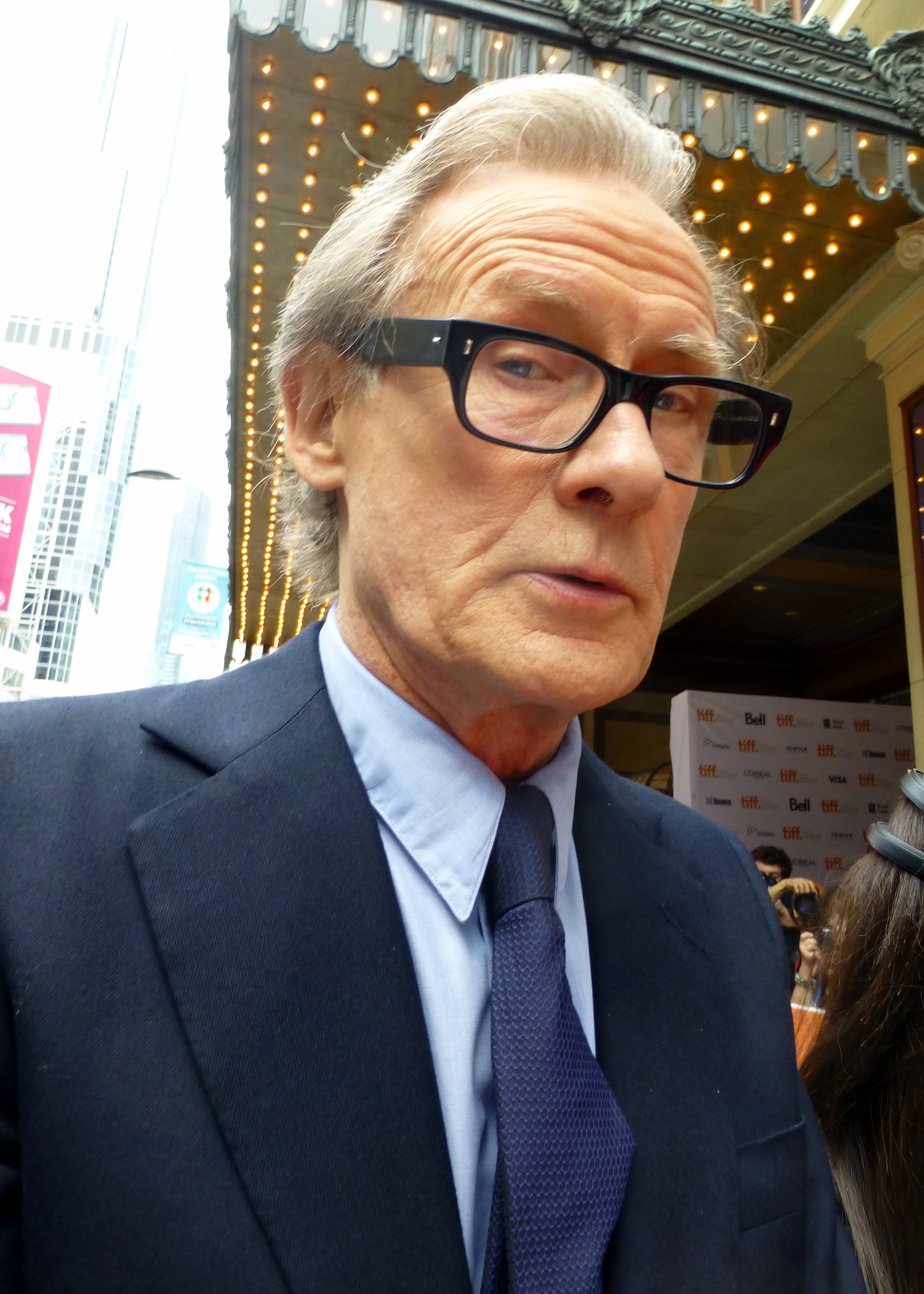
بيل ناي, Best Actor in a Miniseries or Television Film winner

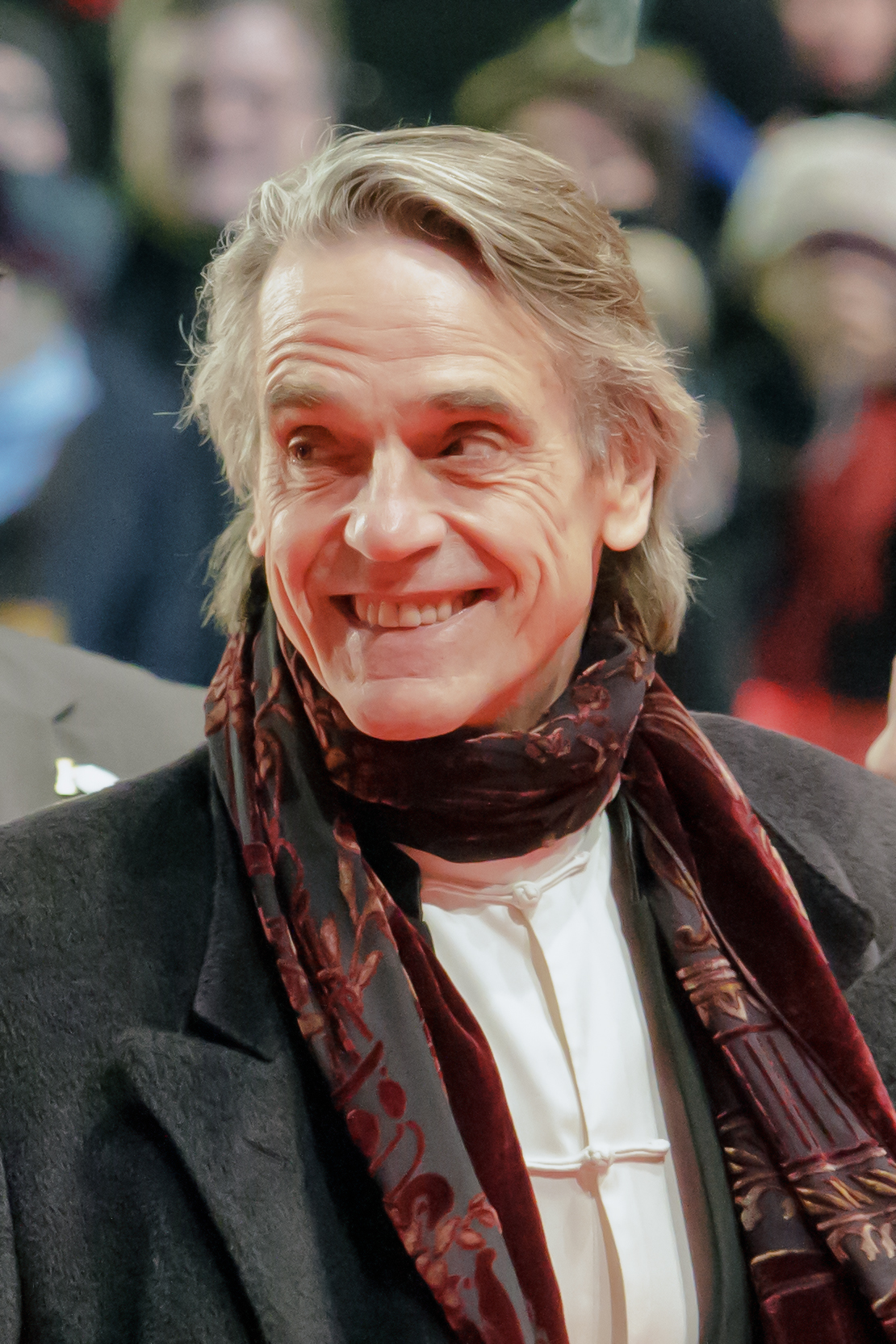
جيرمي أيرونز, Best Supporting Actor in a Series, Miniseries or Television Film winner

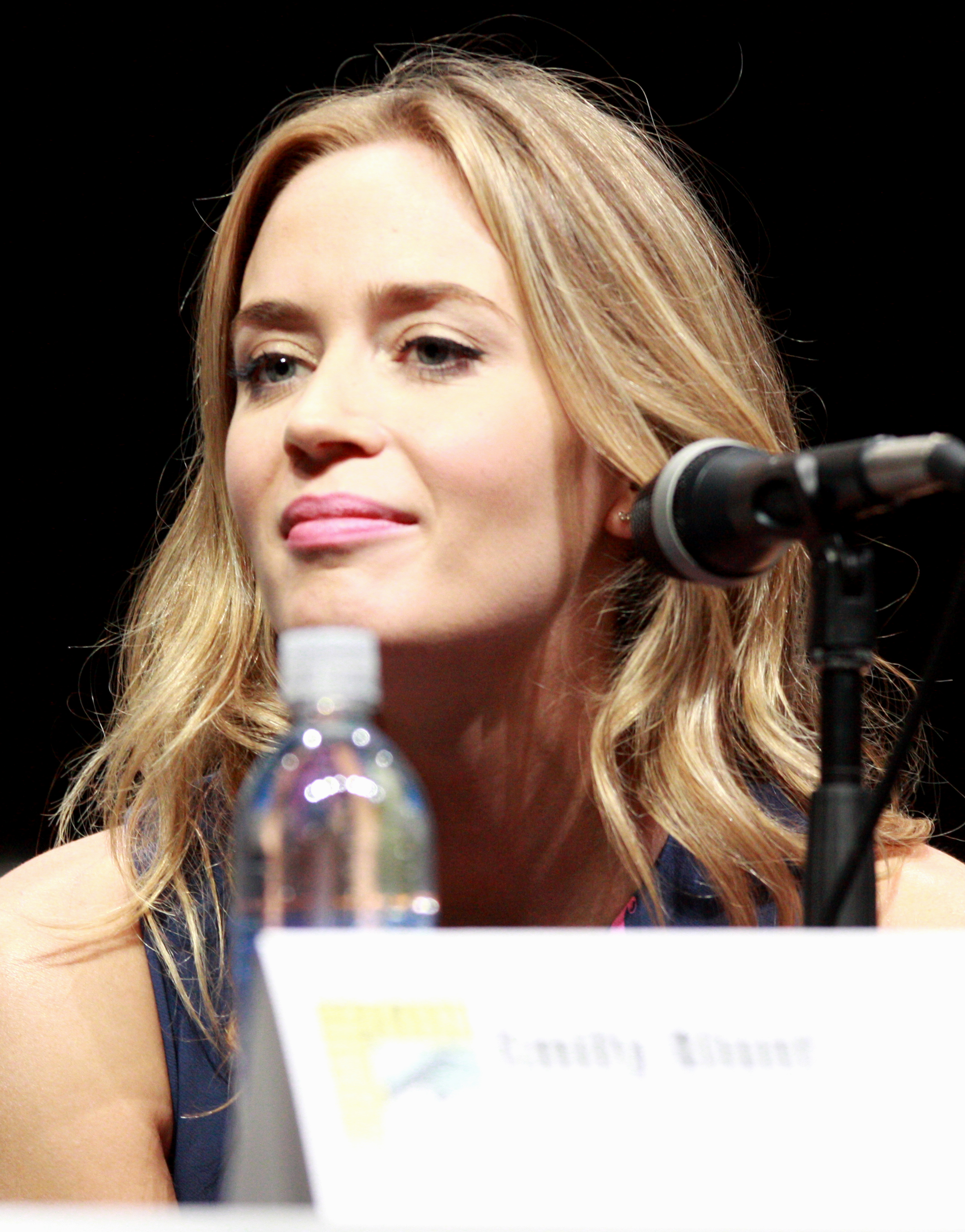
إيميلي بلنت, Best Supporting Actress in a Series, Miniseries or Television Film winner

These are the nominees for the 64th Golden Globe Awards. Winners are listed at the top of each list.

### الأفلام
| أفضل فيلم – دراما | أفضل فيلم – موسيقي أو كوميدي |
| --- | --- |
| - بابل - بوبي - المغادرون - الأطفال الصغار - الملكة | - فتيات الحلم - بورات - الشيطان يرتدي برادا - ملكة جمال أطفال سنشاين - شكرا لك على التدخين |
| أفضل ممثل - فيلم دراما | أفضل ممثلة - فيلم دراما |
| - فورست ويتكر – آخر ملوك اسكتلندا بدور عيدي أمين - ليوناردو دي كابريو – المغادرون بدور ويليام "بيلي" كوستيغان، جونيور - ليوناردو دي كابريو – الألماس الدموي بدور داني آرتشر - بيتر أوتول – فينس بدور موريس راسل - ويل سميث – السعي للسعادة بدور كريس غاردنر                                                                                                  | - هيلين ميرين – الملكة بدور إليزابيث الثانية - بينيلوب كروز – العودة بدور رايموندا - جودي دينش – Notes on a Scandal ‏ بدور باربرا كوفيت - ماغي جيلنهال – Sherrybaby بدور شيري سوانسون - كيت وينسليت – الأطفال الصغار بدور سارة بيرس                        |
| أفضل ممثل - فيلم موسيقي أو كوميدي | أفضل ممثلة - فيلم موسيقي أو كوميدي |
| - ساشا بارون كوهين – بورات بدور بورات ساجدييف - جوني ديب – قراصنة الكاريبي: صندوق الرجل الميت بدور جاك سبارو - آرون إيكهارت – شكرا لك على التدخين بدور نيك تايلور - شيواتال إيجيوفور – Kinky Boots ‏ بدور سايمن / لولا - ويل فيرل – أغرب من الخيال بدور هارولد كريك                                                                                           | - ميريل ستريب – الشيطان يرتدي برادا بدور ميرندا بريستلي - آنيت بنينغ – الركض بالمقصات بدور ديردري بوروز - توني كوليت – ملكة جمال أطفال سنشاين بدور شيريل هوفر - بيونسيه – فتيات الحلم بدور دينا جونز - رينيه زيلويغر – الآنسة بوتر بدور بياتريكس بوتر     |
| أفضل ممثل مساعد - فيلم | أفضل ممثلة مساعدة - فيلم |
| - إيدي ميرفي – فتيات الحلم بدور جيمي "ثندر" إيرلي - بن أفليك – هوليوودلاند بدور جورج ريفز - جاك نيكلسون – المغادرون بدور فرانسيس "فرانك" كوستيلو - براد بيت – بابل بدور ريتشارد جونز - مارك والبيرغ – المغادرون بدور Staff Sgt. Sean Dignam | - جنيفر هدسون – فتيات الحلم بدور Effie Melody White - أدريانا بارازا – بابل بدور أميليا - كيت بلانشيت – Notes on a Scandal ‏ بدور Bathsheba "Sheba" Hart - إيميلي بلنت – الشيطان يرتدي برادا بدور إميلي تشارلتون - رينكو كيكوتشي – بابل بدور Chieko Wataya |
| أفضل مخرج | أفضل سيناريو |
| - مارتن سكورسيزي – المغادرون - كلينت إيستوود – رايات آبائنا - كلينت إيستوود – رسائل من إيوو جيما - ستيفن فريرز – الملكة - أليخاندرو غونزاليز إيناريتو – بابل | - الملكة – بيتر مورغان - بابل – جويليرمو أرياجا - المغادرون – وليام موناهان - الأطفال الصغار – تود فيلدمان وتوم بيروتا - Notes on a Scandal ‏ – Patrick Marber                                                                                             |
| أفضل أغنية أصلية | أفضل موسيقى تصويرية |
| - الأقدام المرحة – ("The Song of the Heart") – برنس (موسيقي) - بوبي – ("Never Gonna Break My Faith") – براين آدمز، ألين كينيدي, and Andrea Remanda - فتيات الحلم – ("Listen") – Scott Cutler، بيونسيه، هنري كرايغر, and Anne Preven - Home of the Brave ‏ – ("Try Not to Remember") – شيريل كرو - السعي للسعادة – ("A Father's Way") – Seal and كريستوفر بروس | - الستار المطلي – ألكسندر ديسبلا - بابل – غوستافو سانتوللا - شيفرة دا فينشي – هانز زيمر - النافورة (فيلم) – كلينت مانسيل - Nomad – Carlo Siliotto |
| أفضل فيلم بلغة أجنبية | أفضل فيلم رسوم متحركة |
| - رسائل من إيوو جيما – كلينت إيستوود - أبوكاليبتو – ميل غيبسون - حياة الآخرين – Florian Henckel von Donnersmarck - متاهة بان – جييرمو ديل تورو - العودة – بيدرو ألمودوبار | - سيارات – جون لاسيتر & جوي رانفت - الأقدام المرحة – جورج ميلر (مخرج) - المنزل المتوحش – جيل كنعان |

### التلفزيون
| Best Series | Best Series |
| Drama | Musical or Comedy |
| --- | --- |
| - غريز أناتومي - 24 - Big Love - هيروز - الضياع (مسلسل) | - بيتي القبيحة (مسلسل) - ربات بيوت يائسات (مسلسل) - أنتوراج (مسلسل) - المكتب (مسلسل أمريكي) - ويدز (مسلسل) |
| Best Mini-Series or Motion Picture Made for Television | Best Performance by an Actor in a Mini-Series or a Motion Picture Made for Television |
| - Elizabeth I ‏ - منزل كئيب (مسلسل) - Broken Trail - Mrs. Harris - Prime Suspect: The Final Act ‏ | - بيل ناي – Gideon's Daughter as Gideon - أندريه بروير – Thief as Nick Atwater - روبرت دوفال – Broken Trail as Prentice "Prent" Ritter - بن كينغسلي – Mrs. Harris as Herman Tarnower - ماثيو بيري (ممثل) – قصة رون كلارك as Ron Clark ‏        |
| Best Performance by an Actress in a Mini-Series or a Motion Picture Made for Television | Best Performance by an Actor in a Television Series – Musical or Comedy |
| - هيلين ميرين – Elizabeth I ‏ as إليزابيث الأولى ملكة إنجلترا - جيليان أندرسون – منزل كئيب (مسلسل) as Lady Dedlock - آنيت بنينغ – Mrs. Harris as Jean Harris - هيلين ميرين – Prime Suspect: The Final Act ‏ as Det. Supt. Jane Tennison - صوفي أوكونيدو – Tsunami: The Aftermath as Susie Carter                | - أليك بالدوين – 30 روك as Jack Donaghy - زاك براف – سكرابز (مسلسل) as John Michael "J.D." Dorian - ستيف كارل – المكتب (مسلسل أمريكي) as مايكل سكوت - جايسون لي – اسمي إيرل as Earl Hickey - توني شلهوب – مونك as أدريان مونك                 |
| Best Performance by an Actress in a Television Series – Musical or Comedy | Best Performance by an Actor in a Television Series – Drama |
| - أمريكا فيرارا – بيتي القبيحة (مسلسل) as Betty Suarez - مارشا كروس – ربات بيوت يائسات (مسلسل) as بري فان دي كامب - فيليستي هوفمان – ربات بيوت يائسات (مسلسل) as لينيت سكافو - جوليا لوي دريفوس – The New Adventures of Old Christine as Christine Campbell ‏ - ماري-لويز باركر – ويدز (مسلسل) as Nancy Botwin | - هيو لوري – هاوس (مسلسل) as غريغوري هاوس - باتريك ديمبسي – غريز أناتومي as Dr. Derek Shepherd ‏ - مايكل ك. هول – ديكستر (مسلسل) as ديكستر مورغان - بيل باكستون – Big Love as Bill Henrickson - كيفر سثرلاند – 24 as جاك باور                  |
| Best Performance by an Actress in a Television Series – Drama | Best Performance by an Actor in a Supporting Role in a Series, Mini-Series or Motion Picture Made for Television |
| - كيرا سيدقويك – The Closer as Deputy Chief Brenda Leigh Johnson ‏ - باتريشيا أركيت – Medium as Allison DuBois - إدي فالكو – آل سوبرانو as Carmela Soprano - إيفانجلين ليلي – الضياع (مسلسل) as كاثرين أوستن (لوست) - إلين بومبيو – غريز أناتومي as ميريديث غراي                                               | - جيرمي أيرونز – Elizabeth I ‏ as روبرت دادلي، إيرل لستر الأول - توماس هادن تشورتش – Broken Trail as Tom Harte - جاستين كيرك – ويدز (مسلسل) as Andy Botwin - ماسي أوكا – هيروز as تعريف بنكامورا - جيريمي بايفن – أنتوراج (مسلسل) as Ari Gold ‏ |
| Best Performance by an Actress in a Supporting Role in a Series, Mini-Series or Motion Picture Made for Television | Cecil B. DeMille Award for Lifetime Achievement in Motion Pictures |
| - إيميلي بلنت – Gideon's Daughter as ناتاشا ‏ - توني كوليت – Tsunami: The Aftermath as Kathy Graham - كاثرين هيغل – غريز أناتومي as Dr. Izzie Stevens ‏ - سارة بولسون – Studio 60 on the Sunset Strip as Harriet Hayes - إليزابيث بيركنز – ويدز (مسلسل) as Celia Hodes                                          | - وارن بيتي |
| Miss Golden Globe | |
| - لورين نيكلسون | |

## روابط خارجية
- حفل توزيع جوائز الغولدن غلوب الرابع والستون على موقع IMDb (الإنجليزية)